# Lago Castel
Il Lago Castel o Lago Kastel (in walser: Chaschtulsee) è un lago nel comune di Formazza, in provincia del Verbano-Cusio-Ossola. 

## Storia

Il lago nel 1931, sulla destra

Il lago venne ampliato con la realizzazione, avvenuta tra il 1924 e il 1928, di una diga di 17 metri di altezza costruita in pietrame a secco, in modo che le sue acque potessero essere utilizzate a scopo idroelettrico, nella la centrale idroelettrica di Sottofrua. 
Il terreno troppo permeabile rese però con il tempo inutile la diga, perché le acque del bacino filtravano dal fondo di natura carsica dell'invaso, così che la diga venne dismessa degli anni Cinquanta.

## Caratteristiche
Il lago si trova ad una quota di 2224 m, in alta Val Formazza, ed è dominato da varie punte tra le quali il Corno Gries, la Punta del Castel e il Monte Basodino. Presso il lago sorge il Rifugio Maria Luisa ed è stato allestito un giardino botanico. Realizzato dal Parco naturale dell'Alpe Veglia e dell'Alpe Devero è dedicato alle particolarità floristiche della zona e può essere visitato con un percorso tematico detto sentiero fiorito..